# Interlands Luxemburgs voetbalelftal 1970-1979
Deze pagina toont een chronologisch en gedetailleerd overzicht van de interlands die het Luxemburgs voetbalelftal speelde in de periode 1970 – 1979.

## Interlands

### 1970
|                                                                    |              |       |                    |                                                                                       |
| 4 januari Vriendschappelijk № 253 «onderlinge duels» 14:45 (UTC+1) | Malta        | 1 – 1 | Luxemburg          | Empire Stadion, Gżira Toeschouwers: 7.455 Scheidsrechter: Alessandro D’Agostini (ITA) |
| 4 januari Vriendschappelijk № 253 «onderlinge duels» 14:45 (UTC+1) | Joe Cini 85' |       | 8' Nicolas Hoffman | Empire Stadion, Gżira Toeschouwers: 7.455 Scheidsrechter: Alessandro D’Agostini (ITA) |

|                                                     |           |       |           |                                                                                    |
| 10 maart Vriendschappelijk № 254 «onderlinge duels» | Nederland | 3 – 0 | Luxemburg | Philips Stadion, Eindhoven Toeschouwers: 5.000 Scheidsrechter: Fred Delcourt (BEL) |
| 10 maart Vriendschappelijk № 254 «onderlinge duels» |           |       |           | Philips Stadion, Eindhoven Toeschouwers: 5.000 Scheidsrechter: Fred Delcourt (BEL) |

|                                                     |           |       |                |                          |
| 16 april Vriendschappelijk № 255 «onderlinge duels» | Frankrijk | 3 – 1 | Luxemburg      | Parc des Princes, Parijs |
| 16 april Vriendschappelijk № 255 «onderlinge duels» | ?         |       | 86' Nico Braun | Parc des Princes, Parijs |

|                                                                |           |                   |                   |                                                                                    |
| 9 mei Vriendschappelijk № 256 «onderlinge duels» 19:30 (UTC+1) | Luxemburg | 0 – 1             | Tsjecho-Slowakije | Stade Municipal, Luxemburg Toeschouwers: 4.500 Scheidsrechter: Anton Bucheli (SUI) |
| 9 mei Vriendschappelijk № 256 «onderlinge duels» 19:30 (UTC+1) |           | 5' Josef Jurkanin |                   | Stade Municipal, Luxemburg Toeschouwers: 4.500 Scheidsrechter: Anton Bucheli (SUI) |

|                                                                            |           |                               |             |                                                                                   |
| 11 oktober EK 1972 kwalificatie № 257 «onderlinge duels» 19:30 uur (UTC+1) | Luxemburg | 0 – 2                         | Joegoslavië | Stade Municipal, Luxemburg Toeschouwers: 5.200 Scheidsrechter: Vital Loraux (BEL) |
| 11 oktober EK 1972 kwalificatie № 257 «onderlinge duels» 19:30 uur (UTC+1) |           | 6' Josip Bukal 7' Josip Bukal |             | Stade Municipal, Luxemburg Toeschouwers: 5.200 Scheidsrechter: Vital Loraux (BEL) |

|                                                                             |           | |     |                                                                                    |
| 15 november EK 1972 kwalificatie № 258 «onderlinge duels» 14:45 uur (UTC+1) | Luxemburg | 0 – 5 | DDR | Stade Municipal, Luxemburg Toeschouwers: 3.800 Scheidsrechter: Anton Bucheli (SUI) |
| 15 november EK 1972 kwalificatie № 258 «onderlinge duels» 14:45 uur (UTC+1) |           | 21' Eberhard Vogel 29' Hans-Jürgen Kreische 36' Hans-Jürgen Kreische 39' Hans-Jürgen Kreische 78' Hans-Jürgen Kreische |     | Stade Municipal, Luxemburg Toeschouwers: 3.800 Scheidsrechter: Anton Bucheli (SUI) |

### 1971
|                                                                             | |       |           |                                                                            |
| 24 februari EK 1972 kwalificatie № 259 «onderlinge duels» 20:30 uur (UTC+1) | Nederland                                                                                              | 6 – 0 | Luxemburg | De Kuip, Rotterdam Toeschouwers: 38.100 Scheidsrechter: Faik Bajrami (ALB) |
| 24 februari EK 1972 kwalificatie № 259 «onderlinge duels» 20:30 uur (UTC+1) | Willi Lippens 26' Piet Keizer 53' Johan Cruijff 59' Johan Cruijff 69' Piet Keizer 80' Wim Suurbier 83' |       |           | De Kuip, Rotterdam Toeschouwers: 38.100 Scheidsrechter: Faik Bajrami (ALB) |

|                                                                      |                                                                          |       |                |                                                                                    |
| 3 maart Vriendschappelijk № 260 «onderlinge duels» 19:00 uur (UTC+1) | Luxemburg                                                                | 4 – 2 | West-Duitsland | Stade Municipal, Luxemburg Toeschouwers: 1.000 Scheidsrechter: Fred Delcourt (BEL) |
| 3 maart Vriendschappelijk № 260 «onderlinge duels» 19:00 uur (UTC+1) | Josy Kirchens 48' Gilbert Dussier 59' Nico Braun 83' Gilbert Dussier 90' |       | ?              | Stade Municipal, Luxemburg Toeschouwers: 1.000 Scheidsrechter: Fred Delcourt (BEL) |

|                                                                          |                                              |       |                     |                                                                                       |
| 24 april EK 1972 kwalificatie № 262 «onderlinge duels» 15:00 uur (UTC+1) | DDR                                          | 2 – 1 | Luxemburg           | Stadion der Freundschaft, Gera Toeschouwers: 11.200 Scheidsrechter: Hugh Wilson (NIR) |
| 24 april EK 1972 kwalificatie № 262 «onderlinge duels» 15:00 uur (UTC+1) | Hans-Jürgen Kreische 31' Henning Frenzel 88' |       | 90' Gilbert Dussier | Stadion der Freundschaft, Gera Toeschouwers: 11.200 Scheidsrechter: Hugh Wilson (NIR) |

|                                                                                              |                                                                     |       |                                                 |                                                                                          |
| 5 mei Olympisch kwalificatietoernooi voetbal 1972 № 263 «onderlinge duels» 17:30 uur (UTC+1) | Oostenrijk                                                          | 3 – 2 | Luxemburg                                       | Trattnachtalstadion, Grieskirchen Toeschouwers: 1.200 Scheidsrechter: Marijan Rauš (YGU) |
| 5 mei Olympisch kwalificatietoernooi voetbal 1972 № 263 «onderlinge duels» 17:30 uur (UTC+1) | Ludwig Pelikan 15' Ernst Knorrek 43' Gerhard Fleischmann 47' (pen.) |       | 37' Dominique Di Genova 90' Dominique Di Genova | Trattnachtalstadion, Grieskirchen Toeschouwers: 1.200 Scheidsrechter: Marijan Rauš (YGU) |

|                                                                     |           |                                                                                    |        |                                                                                        |
| 20 mei Vriendschappelijk № 264 «onderlinge duels» 16:30 uur (UTC+1) | Luxemburg | 0 – 4                                                                              | België | Stade Municipal, Luxemburg Toeschouwers: 4.750 Scheidsrechter: Ferdinand Biwersi (FRG) |
| 20 mei Vriendschappelijk № 264 «onderlinge duels» 16:30 uur (UTC+1) |           | 9' André De Nul 31' (pen.) Paul Van Himst 70' Léon Semmeling 84' Wilfried Van Moer |        | Stade Municipal, Luxemburg Toeschouwers: 4.750 Scheidsrechter: Ferdinand Biwersi (FRG) |

|                                                                             |                                      |       |           |                                                                                             |
| 30 mei Olympisch kwalificatietoernooi voetbal 1972 № 265 «onderlinge duels» | Oostenrijk                           | 2 – 0 | Luxemburg | Georg Gaßmannstadion, Marburg (Lahn) Toeschouwers: 1.000 Scheidsrechter: Rudi Frickel (FRG) |
| 30 mei Olympisch kwalificatietoernooi voetbal 1972 № 265 «onderlinge duels» | Ernst Knorrek 9' Anton Wustinger 50' |       |           | Georg Gaßmannstadion, Marburg (Lahn) Toeschouwers: 1.000 Scheidsrechter: Rudi Frickel (FRG) |

|                                                                         |                     |       |           |                                                                                                 |
| 10 oktober Vriendschappelijk № 266 «onderlinge duels» 15:00 uur (UTC+1) | Luxemburg           | 1 – 0 | Frankrijk | Emile Mayrischstadion, Esch-sur-Alzette Toeschouwers: 3.325 Scheidsrechter: Fred Delcourt (BEL) |
| 10 oktober Vriendschappelijk № 266 «onderlinge duels» 15:00 uur (UTC+1) | Pierrot Langers 86' |       |           | Emile Mayrischstadion, Esch-sur-Alzette Toeschouwers: 3.325 Scheidsrechter: Fred Delcourt (BEL) |

|                                                                            |             |       |           |                                                                                          |
| 27 oktober EK 1972 kwalificatie № 267 «onderlinge duels» 14:30 uur (UTC+1) | Joegoslavië | 0 – 0 | Luxemburg | Pod Goricomstadion, Podgorica Toeschouwers: 10.022 Scheidsrechter: Muzaffer Sarvan (TUR) |
| 27 oktober EK 1972 kwalificatie № 267 «onderlinge duels» 14:30 uur (UTC+1) |             |       |           | Pod Goricomstadion, Podgorica Toeschouwers: 10.022 Scheidsrechter: Muzaffer Sarvan (TUR) |

|                                                                         |                       |       |           |                                                                                 |
| 7 november Vriendschappelijk № 268 «onderlinge duels» 15:00 uur (UTC+1) | België                | 1 – 0 | Luxemburg | Stade Panorama, Verviers Toeschouwers: 6.313 Scheidsrechter: Robert Wurtz (FRA) |
| 7 november Vriendschappelijk № 268 «onderlinge duels» 15:00 uur (UTC+1) | Erwin Vandendaele 62' |       |           | Stade Panorama, Verviers Toeschouwers: 6.313 Scheidsrechter: Robert Wurtz (FRA) |

|                                                                             |           | |           |                                                                                    |
| 17 november EK 1972 kwalificatie № 269 «onderlinge duels» 20:00 uur (UTC+1) | Luxemburg | 0 – 8 | Nederland | Philips Stadion, Eindhoven Toeschouwers: 17.500 Scheidsrechter: Michal Jursa (TCH) |
| 17 november EK 1972 kwalificatie № 269 «onderlinge duels» 20:00 uur (UTC+1) |           | 4' Johan Cruijff 7' Piet Keizer 12' Theo Pahlplatz 14' Johan Cruijff 37' Barry Hulshoff 54' Oeki Hoekema 60' Johan Cruijff 82' Rinus Israël |           | Philips Stadion, Eindhoven Toeschouwers: 17.500 Scheidsrechter: Michal Jursa (TCH) |

### 1972
|                                                                         |                |       |                                          |                                                                     |
| 9 februari Vriendschappelijk № 270 «onderlinge duels» 19:30 uur (UTC+1) | West-Duitsland | 2 – 2 | Luxemburg                                | Tivoli, Aken Toeschouwers: 6.000 Scheidsrechter: Jef Dorpmans (NED) |
| 9 februari Vriendschappelijk № 270 «onderlinge duels» 19:30 uur (UTC+1) | ?              |       | 20' Jean-Paul Martin 60' Gilbert Dussier | Tivoli, Aken Toeschouwers: 6.000 Scheidsrechter: Jef Dorpmans (NED) |

|                                                                   | |       |           |                                                                                              |
| 26 april Vriendschappelijk № 271 «onderlinge duels» 16:00 (UTC+1) | Tsjecho-Slowakije                                                                                           | 6 – 0 | Luxemburg | Stadion ve Štruncových Sadech, Pilsen Toeschouwers: 5.000 Scheidsrechter: Jan Łazowski (POL) |
| 26 april Vriendschappelijk № 271 «onderlinge duels» 16:00 (UTC+1) | Karol Jokl 8' Ján Čapkovič 25' Ladislav Kuna 52' Ján Čapkovič 58' Karol Dobiaš 68' (pen.) Ladislav Kuna 85' |       |           | Stadion ve Štruncových Sadech, Pilsen Toeschouwers: 5.000 Scheidsrechter: Jan Łazowski (POL) |

|                                                                       |           |                                                                     |        |                                                                                    |
| 7 oktober WK 1974 kwalificatie № 272 «onderlinge duels» 15:15 (UTC+1) | Luxemburg | 0 – 4                                                               | Italië | Stade Municipal, Luxembourg Toeschouwers: 9.378 Scheidsrechter: Robert Wurtz (FRA) |
| 7 oktober WK 1974 kwalificatie № 272 «onderlinge duels» 15:15 (UTC+1) |           | 3' Giorgio Chinaglia 6' Luigi Riva 36' Luigi Riva 62' Fabio Capello |        | Stade Municipal, Luxembourg Toeschouwers: 9.378 Scheidsrechter: Robert Wurtz (FRA) |

|                                                                        |                                    |       |         |                                                                                              |
| 22 oktober WK 1974 kwalificatie № 273 «onderlinge duels» 15:00 (UTC+1) | Luxemburg                          | 2 – 0 | Turkije | Stade de la Frontière, Esch-sur-Alzette Toeschouwers: 3.960 Scheidsrechter: Karl Riegg (FRG) |
| 22 oktober WK 1974 kwalificatie № 273 «onderlinge duels» 15:00 (UTC+1) | Gilbert Dussier 14' Nico Braun 16' |       |         | Stade de la Frontière, Esch-sur-Alzette Toeschouwers: 3.960 Scheidsrechter: Karl Riegg (FRG) |

|                                                                         |                                                                  |       |           |                                                                                        |
| 10 december WK 1974 kwalificatie № 274 «onderlinge duels» 14:15 (UTC+2) | Turkije                                                          | 3 – 0 | Luxemburg | Mithatpaşastadion, Istanbul Toeschouwers: 36.805 Scheidsrechter: Tofik Bakhramov (URS) |
| 10 december WK 1974 kwalificatie № 274 «onderlinge duels» 14:15 (UTC+2) | Osman Arpacıoğlu 6' Osman Arpacıoğlu 39' Köksal Mesci 75' (pen.) |       |           | Mithatpaşastadion, Istanbul Toeschouwers: 36.805 Scheidsrechter: Tofik Bakhramov (URS) |

### 1973
|                                                        |           |       |                          |                                                                                          |
| 28 februari Vriendschappelijk № 275 «onderlinge duels» | Frankrijk | 3 – 1 | Luxemburg                | Stade de Bourtzwiller, Mulhouse Toeschouwers: 4.000 Scheidsrechter: Heinz Aldinger (FRG) |
| 28 februari Vriendschappelijk № 275 «onderlinge duels» | ?         |       | 81' Jean-Pierre Hoffmann | Stade de Bourtzwiller, Mulhouse Toeschouwers: 4.000 Scheidsrechter: Heinz Aldinger (FRG) |

|                                                                      |                                                                               |       |           |                                                                                     |
| 31 maart WK 1974 kwalificatie № 276 «onderlinge duels» 15:30 (UTC+1) | Italië                                                                        | 5 – 0 | Luxemburg | Stadio Luigi Ferraris, Genua Toeschouwers: 40.430 Scheidsrechter: Hédi Seoudi (TUN) |
| 31 maart WK 1974 kwalificatie № 276 «onderlinge duels» 15:30 (UTC+1) | Luigi Riva 18' Luigi Riva 45' Gianni Rivera 63' Luigi Riva 70' Luigi Riva 80' |       |           | Stadio Luigi Ferraris, Genua Toeschouwers: 40.430 Scheidsrechter: Hédi Seoudi (TUN) |

|                                                                         |           |                   |             |                                                                                   |
| 8 april WK 1974 kwalificatie № 277 «onderlinge duels» 15:30 uur (UTC+1) | Luxemburg | 0 – 1             | Zwitserland | Stade Municipal, Luxemburg Toeschouwers: 8.405 Scheidsrechter: Franz Wöhrer (AUT) |
| 8 april WK 1974 kwalificatie № 277 «onderlinge duels» 15:30 uur (UTC+1) |           | 20' Karl Odermatt |             | Stade Municipal, Luxemburg Toeschouwers: 8.405 Scheidsrechter: Franz Wöhrer (AUT) |

|                                                                              |                  |       |           |                                                                                    |
| 26 september WK 1974 kwalificatie № 278 «onderlinge duels» 20:00 uur (UTC+1) | Zwitserland      | 1 – 0 | Luxemburg | Stadion Allmend, Luzern Toeschouwers: 17.741 Scheidsrechter: Wolfgang Riedel (GDR) |
| 26 september WK 1974 kwalificatie № 278 «onderlinge duels» 20:00 uur (UTC+1) | Rolf Blättler 2' |       |           | Stadion Allmend, Luzern Toeschouwers: 17.741 Scheidsrechter: Wolfgang Riedel (GDR) |

|                                                                    |           |                                   |        |                                                                                    |
| 7 oktober Vriendschappelijk № 279 «onderlinge duels» 15:00 (UTC+1) | Luxemburg | 0 – 2                             | Canada | Stade Municipal, Luxemburg Toeschouwers: 1.242 Scheidsrechter: Joseph Minnoy (BEL) |
| 7 oktober Vriendschappelijk № 279 «onderlinge duels» 15:00 (UTC+1) |           | ??' Joe Schiraldi ??' Les Parsons |        | Stade Municipal, Luxemburg Toeschouwers: 1.242 Scheidsrechter: Joseph Minnoy (BEL) |

|                                                       |        |       |           |                                                                                              |
| 28 oktober Vriendschappelijk № 280 «onderlinge duels» | België | 6 – 0 | Luxemburg | Stade du C.S. Libramontois, Libramont Toeschouwers: 3.000 Scheidsrechter: Roger Machin (FRA) |
| 28 oktober Vriendschappelijk № 280 «onderlinge duels» | ?      |       |           | Stade du C.S. Libramontois, Libramont Toeschouwers: 3.000 Scheidsrechter: Roger Machin (FRA) |

|                                                                     |                                           |       |                  |                                                                                    |
| 4 november Vriendschappelijk № 281 «onderlinge duels» 18:00 (UTC+1) | Luxemburg                                 | 2 – 1 | Noorwegen        | Stade Municipal, Luxemburg Toeschouwers: 1.500 Scheidsrechter: Jean Bancourt (FRA) |
| 4 november Vriendschappelijk № 281 «onderlinge duels» 18:00 (UTC+1) | Vinicio Monacelli 11' Pierrot Langers 81' |       | 14' Harald Sunde | Stade Municipal, Luxemburg Toeschouwers: 1.500 Scheidsrechter: Jean Bancourt (FRA) |

### 1974
|                                                                       |               |       |           |                                                                                                 |
| 24 maart Vriendschappelijk № 282 «onderlinge duels» 15:30 uur (UTC+1) | Luxemburg     | 1 – 3 | Frankrijk | Emile Mayrischstadion, Esch-sur-Alzette Toeschouwers: 7.000 Scheidsrechter: Joseph Minnoy (BEL) |
| 24 maart Vriendschappelijk № 282 «onderlinge duels» 15:30 uur (UTC+1) | Nico Braun 4' |       | ?         | Emile Mayrischstadion, Esch-sur-Alzette Toeschouwers: 7.000 Scheidsrechter: Joseph Minnoy (BEL) |

|                                                                          |           |       |                |                                                                                    |
| 3 september Vriendschappelijk № 283 «onderlinge duels» 18:30 uur (UTC+1) | Luxemburg | 0 – 5 | West-Duitsland | Stade Municipal, Luxemburg Toeschouwers: 4.500 Scheidsrechter: Roland Racine (SUI) |
| 3 september Vriendschappelijk № 283 «onderlinge duels» 18:30 uur (UTC+1) |           | ?     |                | Stade Municipal, Luxemburg Toeschouwers: 4.500 Scheidsrechter: Roland Racine (SUI) |

|                                                                            |                                                |       |                                                                      |                                                                                       |
| 13 oktober EK 1976 kwalificatie № 284 «onderlinge duels» 15:30 uur (UTC+1) | Luxemburg                                      | 2 – 4 | Hongarije                                                            | Stade Municipal, Luxemburg Toeschouwers: 3.326 Scheidsrechter: Magnús Pétursson (ISL) |
| 13 oktober EK 1976 kwalificatie № 284 «onderlinge duels» 15:30 uur (UTC+1) | Gilbert Dussier 15' Gilbert Dussier 43' (pen.) |       | 18' József Horváth 29' László Nagy 55' László Nagy 71' László Bálint | Stade Municipal, Luxemburg Toeschouwers: 3.326 Scheidsrechter: Magnús Pétursson (ISL) |

|                                                                             |                                                                                           |       |           |                                                                                       |
| 20 november EK 1976 kwalificatie № 285 «onderlinge duels» 19:30 uur (UTC+1) | Wales                                                                                     | 5 – 0 | Luxemburg | Vetch Field, Swansea Toeschouwers: 10.539 Scheidsrechter: Preben Christophersen (DEN) |
| 20 november EK 1976 kwalificatie № 285 «onderlinge duels» 19:30 uur (UTC+1) | John Toshack 34' Mike England 53' Philip Roberts 70' Arfon Griffiths 73' Terry Yorath 75' |       |           | Vetch Field, Swansea Toeschouwers: 10.539 Scheidsrechter: Preben Christophersen (DEN) |

### 1975
|                                                                         |                    |       |        |                                                                                  |
| 8 december Vriendschappelijk № 286 «onderlinge duels» 15:00 uur (UTC+1) | Luxemburg          | 1 – 8 | België | Stade Municipal, Luxemburg Toeschouwers: 750 Scheidsrechter: Joop Vervoort (NED) |
| 8 december Vriendschappelijk № 286 «onderlinge duels» 15:00 uur (UTC+1) | Carlo Devillet 30' |       | ?      | Stade Municipal, Luxemburg Toeschouwers: 750 Scheidsrechter: Joop Vervoort (NED) |

|                                                                          |                |       |                                       |                                                                                        |
| 16 maart EK 1976 kwalificatie № 287 «onderlinge duels» 15:30 uur (UTC+1) | Luxemburg      | 1 – 2 | Oostenrijk                            | Stade Municipal, Luxemburg Toeschouwers: 5.340 Scheidsrechter: Leo van der Kroft (NED) |
| 16 maart EK 1976 kwalificatie № 287 «onderlinge duels» 15:30 uur (UTC+1) | Nico Braun 12' |       | 58' Helmut Köglberger 75' Hans Krankl | Stade Municipal, Luxemburg Toeschouwers: 5.340 Scheidsrechter: Leo van der Kroft (NED) |

|                                                                                                |           |       |           |                                                                                 |
| 8 april Olympisch kwalificatietoernooi voetbal 1976 № 288 «onderlinge duels» 19:15 uur (UTC+1) | Luxemburg | 0 – 1 | Nederland | Stade Municipal, Luxemburg Toeschouwers: 800 Scheidsrechter: Rudi Frickel (FRG) |
| 8 april Olympisch kwalificatietoernooi voetbal 1976 № 288 «onderlinge duels» 19:15 uur (UTC+1) |           | ?     |           | Stade Municipal, Luxemburg Toeschouwers: 800 Scheidsrechter: Rudi Frickel (FRG) |

|                                                                                                 |           |       |                       |                                                                                           |
| 22 april Olympisch kwalificatietoernooi voetbal 1976 № 289 «onderlinge duels» 20:00 uur (UTC+1) | Nederland | 2 – 1 | Luxemburg             | Sportpark De Westmaat, Spakenburg Toeschouwers: 2.500 Scheidsrechter: Dominic Byrne (IRL) |
| 22 april Olympisch kwalificatietoernooi voetbal 1976 № 289 «onderlinge duels» 20:00 uur (UTC+1) | ?         |       | 71' Jean-Louis Margue | Sportpark De Westmaat, Spakenburg Toeschouwers: 2.500 Scheidsrechter: Dominic Byrne (IRL) |

|                                                                       |                         |       |                                                                |                                                                                  |
| 1 mei EK 1976 kwalificatie № 290 «onderlinge duels» 16:00 uur (UTC+1) | Luxemburg               | 1 – 3 | Wales                                                          | Stade Municipal, Luxemburg Toeschouwers: 3.289 Scheidsrechter: Jan Peeters (BEL) |
| 1 mei EK 1976 kwalificatie № 290 «onderlinge duels» 16:00 uur (UTC+1) | Paul Philipp 39' (pen.) |       | 24' Gilbert Reece 32' Leighton James 83' (pen.) Leighton James | Stade Municipal, Luxemburg Toeschouwers: 3.289 Scheidsrechter: Jan Peeters (BEL) |

|                                                                            |                                                                                                 |       |                                |                                                                                |
| 15 oktober EK 1976 kwalificatie № 291 «onderlinge duels» 19:00 uur (UTC+1) | Oostenrijk                                                                                      | 6 – 2 | Luxemburg                      | Praterstadion, Wenen Toeschouwers: 14.499 Scheidsrechter: Miroslav Kopal (TCH) |
| 15 oktober EK 1976 kwalificatie № 291 «onderlinge duels» 19:00 uur (UTC+1) | Kurt Welzl 1' Hans Krankl 38' Kurt Jara 41' Kurt Welzl 46' Hans Krankl 76' Herbert Prohaska 80' |       | 4' Nico Braun 32' Paul Philipp | Praterstadion, Wenen Toeschouwers: 14.499 Scheidsrechter: Miroslav Kopal (TCH) |

|                                                                            | |       |                     |                                                                                       |
| 19 oktober EK 1976 kwalificatie № 292 «onderlinge duels» 13:30 uur (UTC+1) | Hongarije | 8 – 1 | Luxemburg           | Rohonci útstadion, Szombathely Toeschouwers: 7.503 Scheidsrechter: Nikola Dudin (BUL) |
| 19 oktober EK 1976 kwalificatie № 292 «onderlinge duels» 13:30 uur (UTC+1) | Sándor Pintér 13' Tibor Nyilasi 21' Tibor Nyilasi 32' Tibor Nyilasi 44' Tibor Nyilasi 57' Tibor Nyilasi 67' Tibor Wollek 78' Béla Váradi 84' |       | 83' Gilbert Dussier | Rohonci útstadion, Szombathely Toeschouwers: 7.503 Scheidsrechter: Nikola Dudin (BUL) |

|                                                                          |                |       |           |                                                                                     |
| 12 november Vriendschappelijk № 293 «onderlinge duels» 18:30 uur (UTC+1) | West-Duitsland | 1 – 0 | Luxemburg | Glückaufstadion, Ensdorf Toeschouwers: 5.000 Scheidsrechter: Achille Verbecke (FRA) |
| 12 november Vriendschappelijk № 293 «onderlinge duels» 18:30 uur (UTC+1) | ?              |       |           | Glückaufstadion, Ensdorf Toeschouwers: 5.000 Scheidsrechter: Achille Verbecke (FRA) |

### 1976
|                                                                       |           |       |           |                                                                                                 |
| 27 maart Vriendschappelijk № 294 «onderlinge duels» 18:00 uur (UTC+1) | Luxemburg | 0 – 2 | Frankrijk | Emile Mayrischstadion, Esch-sur-Alzette Toeschouwers: 871 Scheidsrechter: Wolfgang Riedel (DDR) |
| 27 maart Vriendschappelijk № 294 «onderlinge duels» 18:00 uur (UTC+1) |           | ?     |           | Emile Mayrischstadion, Esch-sur-Alzette Toeschouwers: 871 Scheidsrechter: Wolfgang Riedel (DDR) |

|                                                     |        |       |           |                                                                                             |
| 24 april Vriendschappelijk № 295 «onderlinge duels» | België | 3 – 0 | Luxemburg | Herman Vanderpoortenstadion, Lier Toeschouwers: 1.500 Scheidsrechter: Georges Konrath (FRA) |
| 24 april Vriendschappelijk № 295 «onderlinge duels» | ?      |       |           | Herman Vanderpoortenstadion, Lier Toeschouwers: 1.500 Scheidsrechter: Georges Konrath (FRA) |

|                                                                          |                                                                            |       |                |                                                                                      |
| 21 augustus Vriendschappelijk № 296 «onderlinge duels» 15:00 uur (UTC+1) | IJsland                                                                    | 3 – 1 | Luxemburg      | Laugardalsvöllur, Reykjavik Toeschouwers: 2.065 Scheidsrechter: Brian McGinlay (SCO) |
| 21 augustus Vriendschappelijk № 296 «onderlinge duels» 15:00 uur (UTC+1) | Gudmundur Thorbjörnsson 18' Gudmundur Thorbjörnsson 21' Árni Sveinsson 75' |       | 36' Nico Braun | Laugardalsvöllur, Reykjavik Toeschouwers: 2.065 Scheidsrechter: Brian McGinlay (SCO) |

|                                                                              | |       |                    |                                                                                        |
| 22 september WK 1978 kwalificatie № 297 «onderlinge duels» 18:30 uur (UTC+2) | Finland | 7 – 1 | Luxemburg          | Olympisch Stadion, Helsinki Toeschouwers: 4.555 Scheidsrechter: Svein-Inge Thime (NOR) |
| 22 september WK 1978 kwalificatie № 297 «onderlinge duels» 18:30 uur (UTC+2) | Aki Heiskainen 15' Esa Heiskainen 22' Esa Heiskainen 27' Olavi Rissanen 51' Teppo Heikkinen 54' Olavi Rissanen 61' Ari Mäkynen 82' (pen.) |       | 52' Gilbert Zender | Olympisch Stadion, Helsinki Toeschouwers: 4.555 Scheidsrechter: Svein-Inge Thime (NOR) |

|                                                                            |                |       |                                                                                        |                                                                                        |
| 16 oktober WK 1978 kwalificatie № 298 «onderlinge duels» 14:30 uur (UTC+1) | Luxemburg      | 1 – 4 | Italië                                                                                 | Stade Municipal, Luxemburg Toeschouwers: 11.700 Scheidsrechter: Ernst Dörflinger (SUI) |
| 16 oktober WK 1978 kwalificatie № 298 «onderlinge duels» 14:30 uur (UTC+1) | Nico Braun 86' |       | 24' Francesco Graziani 44' Roberto Bettega 50' Giancarlo Antognoni 81' Roberto Bettega | Stade Municipal, Luxemburg Toeschouwers: 11.700 Scheidsrechter: Ernst Dörflinger (SUI) |

|                                                                          |           |       |        |                                                                                |
| 10 november Vriendschappelijk № 299 «onderlinge duels» 19:00 uur (UTC+1) | Luxemburg | 0 – 4 | België | Stade Municipal, Oberkorn Toeschouwers: 3.00 Scheidsrechter: André Favre (SUI) |
| 10 november Vriendschappelijk № 299 «onderlinge duels» 19:00 uur (UTC+1) |           | ?     |        | Stade Municipal, Oberkorn Toeschouwers: 3.00 Scheidsrechter: André Favre (SUI) |

### 1977
|                                                                          | |       |           |                                                                                |
| 30 maart WK 1978 kwalificatie № 300 «onderlinge duels» 20:00 uur (UTC+1) | Engeland                                                                                              | 5 – 0 | Luxemburg | Wembley Stadium, Londen Toeschouwers: 81.718 Scheidsrechter: Paul Bonett (MLT) |
| 30 maart WK 1978 kwalificatie № 300 «onderlinge duels» 20:00 uur (UTC+1) | Kevin Keegan 9' Trevor Francis 58' Raymond Kennedy 65' Michael Channon 68' Michael Channon 79' (pen.) |       |           | Wembley Stadium, Londen Toeschouwers: 81.718 Scheidsrechter: Paul Bonett (MLT) |

|                                                                       |             |       |           |                                                                                     |
| 24 april Vriendschappelijk № 301 «onderlinge duels» 14:30 uur (UTC+1) | Zwitserland | 3 – 0 | Luxemburg | Stade de Tourbillon, Sion Toeschouwers: 900 Scheidsrechter: Domenico Serafino (ITA) |
| 24 april Vriendschappelijk № 301 «onderlinge duels» 14:30 uur (UTC+1) | ?           |       |           | Stade de Tourbillon, Sion Toeschouwers: 900 Scheidsrechter: Domenico Serafino (ITA) |

|                                                                        |           |                    |         |                                                                                   |
| 26 mei WK 1978 kwalificatie № 302 «onderlinge duels» 19:15 uur (UTC+2) | Luxemburg | 0 – 1              | Finland | Stade Municipal, Luxemburg Toeschouwers: 1.500 Scheidsrechter: Ole Amundsen (DEN) |
| 26 mei WK 1978 kwalificatie № 302 «onderlinge duels» 19:15 uur (UTC+2) |           | 57' Aki Heiskainen |         | Stade Municipal, Luxemburg Toeschouwers: 1.500 Scheidsrechter: Ole Amundsen (DEN) |

|                                                                           |           |       |             |                                                                                     |
| 21 september Vriendschappelijk № 303 «onderlinge duels» 19:15 uur (UTC+2) | Luxemburg | 0 – 1 | Zwitserland | Stade Municipal, Luxemburg Toeschouwers: 200 Scheidsrechter: Paul Kindervater (FRG) |
| 21 september Vriendschappelijk № 303 «onderlinge duels» 19:15 uur (UTC+2) |           | ?     |             | Stade Municipal, Luxemburg Toeschouwers: 200 Scheidsrechter: Paul Kindervater (FRG) |

|                                                                            |           |                                      |          |                                                                                     |
| 12 oktober WK 1978 kwalificatie № 304 «onderlinge duels» 19:15 uur (UTC+1) | Luxemburg | 0 – 2                                | Engeland | Stade Municipal, Luxemburg Toeschouwers: 10.261 Scheidsrechter: Alojzy Jarguz (POL) |
| 12 oktober WK 1978 kwalificatie № 304 «onderlinge duels» 19:15 uur (UTC+1) |           | 31' Raymond Kennedy 90' Paul Mariner |          | Stade Municipal, Luxemburg Toeschouwers: 10.261 Scheidsrechter: Alojzy Jarguz (POL) |

|                                                                            |                                                             |       |           |                                                                                     |
| 3 december WK 1978 kwalificatie № 305 «onderlinge duels» 14:30 uur (UTC+1) | Italië                                                      | 3 – 0 | Luxemburg | Olympisch Stadion, Rome Toeschouwers: 75.000 Scheidsrechter: Dušan Maksimović (YUG) |
| 3 december WK 1978 kwalificatie № 305 «onderlinge duels» 14:30 uur (UTC+1) | Roberto Bettega 4' Francesco Graziani 11' Franco Causio 56' |       |           | Olympisch Stadion, Rome Toeschouwers: 75.000 Scheidsrechter: Dušan Maksimović (YUG) |

### 1978
|                                                                          |           |       |           |                                                                                    |
| 28 februari Vriendschappelijk № 306 «onderlinge duels» 20:30 uur (UTC+1) | Frankrijk | 4 – 0 | Luxemburg | Stade Gaston Gérard, Dijon Toeschouwers: 2.000 Scheidsrechter: Roland Racine (SUI) |
| 28 februari Vriendschappelijk № 306 «onderlinge duels» 20:30 uur (UTC+1) | ?         |       |           | Stade Gaston Gérard, Dijon Toeschouwers: 2.000 Scheidsrechter: Roland Racine (SUI) |

|                                                                       |                    |       |                                                                  |                                                                                    |
| 22 maart Vriendschappelijk № 307 «onderlinge duels» 19:15 uur (UTC+1) | Luxemburg          | 1 – 3 | Polen                                                            | Stade Municipal, Luxemburg Toeschouwers: 3.000 Scheidsrechter: Roland Racine (SUI) |
| 22 maart Vriendschappelijk № 307 «onderlinge duels» 19:15 uur (UTC+1) | Jeannot Reiter 85' |       | 2' Włodzimierz Lubański 7' Andrzej Szarmach 80' Andrzej Szarmach | Stade Municipal, Luxemburg Toeschouwers: 3.000 Scheidsrechter: Roland Racine (SUI) |

|                                                                           |                    |       |                                                      |                                                                                    |
| 7 oktober EK 1980 kwalificatie № 308 «onderlinge duels» 15:30 uur (UTC+1) | Luxemburg          | 1 – 3 | Frankrijk                                            | Stade Municipal, Luxemburg Toeschouwers: 12.652 Scheidsrechter: Henk Weerink (NED) |
| 7 oktober EK 1980 kwalificatie № 308 «onderlinge duels» 15:30 uur (UTC+1) | Romain Michaux 74' |       | 15' Didier Six 63' Marius Trésor 80' Albert Gemmrich | Stade Municipal, Luxemburg Toeschouwers: 12.652 Scheidsrechter: Henk Weerink (NED) |

### 1979
|                                                                             |                                                         |       |           |                                                                                 |
| 25 februari EK 1980 kwalificatie № 309 «onderlinge duels» 15:00 uur (UTC+1) | Frankrijk                                               | 3 – 0 | Luxemburg | Parc des Princes, Parijs Toeschouwers: 42.788 Scheidsrechter: Ron Bridges (WAL) |
| 25 februari EK 1980 kwalificatie № 309 «onderlinge duels» 15:00 uur (UTC+1) | Jean Petit 38' Albert Emon 60' Jean-François Larios 78' |       |           | Parc des Princes, Parijs Toeschouwers: 42.788 Scheidsrechter: Ron Bridges (WAL) |

|                                                                   |           |                                                                |                   |                                                                                   |
| 1 mei EK 1980 kwalificatie № 310 «onderlinge duels» 16:00 (UTC+2) | Luxemburg | 0 – 3                                                          | Tsjecho-Slowakije | Stade Municipal, Luxemburg Toeschouwers: 4.030 Scheidsrechter: Bruno Galler (SUI) |
| 1 mei EK 1980 kwalificatie № 310 «onderlinge duels» 16:00 (UTC+2) |           | 21' Marián Masný 67' Miroslav Gajdùšek 68' František Štambachr |                   | Stade Municipal, Luxemburg Toeschouwers: 4.030 Scheidsrechter: Bruno Galler (SUI) |

|                                                                        |                                                            |       |           |                                                                                     |
| 7 juni EK 1980 kwalificatie № 311 «onderlinge duels» 19:00 uur (UTC+1) | Zweden                                                     | 3 – 0 | Luxemburg | Malmö Stadion, Malmö Toeschouwers: 7.298 Scheidsrechter: Aleksander Suchaneck (TCH) |
| 7 juni EK 1980 kwalificatie № 311 «onderlinge duels» 19:00 uur (UTC+1) | Anders Grönhagen 15' Tore Cervin 29' Hasse Borg 53' (pen.) |       |           | Malmö Stadion, Malmö Toeschouwers: 7.298 Scheidsrechter: Aleksander Suchaneck (TCH) |

|                                                                         |                |       |           |                                                                                    |
| 16 oktober Vriendschappelijk № 312 «onderlinge duels» 19:00 uur (UTC+1) | West-Duitsland | 9 – 0 | Luxemburg | Stadion Oberwerth, Koblenz Toeschouwers: 16.000 Scheidsrechter: Alain Delmer (FRA) |
| 16 oktober Vriendschappelijk № 312 «onderlinge duels» 19:00 uur (UTC+1) | ?              |       |           | Stadion Oberwerth, Koblenz Toeschouwers: 16.000 Scheidsrechter: Alain Delmer (FRA) |

|                                                                            |                      |       |                      | |
| 23 oktober EK 1980 kwalificatie № 313 «onderlinge duels» 19:15 uur (UTC+1) | Luxemburg            | 1 – 1 | Zweden               | Stade de la Frontière, Esch-sur-Alzette Toeschouwers: 1.119 Scheidsrechter: Walter Horstmann (FRG) |
| 23 oktober EK 1980 kwalificatie № 313 «onderlinge duels» 19:15 uur (UTC+1) | Nico Braun 5' (pen.) |       | 62' Anders Grönhagen | Stade de la Frontière, Esch-sur-Alzette Toeschouwers: 1.119 Scheidsrechter: Walter Horstmann (FRG) |

|                                                                             |                                                                          |       |           |                                                                                       |
| 24 november EK 1980 kwalificatie № 314 «onderlinge duels» 17:00 uur (UTC+1) | Tsjecho-Slowakije                                                        | 4 – 0 | Luxemburg | Letná-stadion, Praag Toeschouwers: 10.000 Scheidsrechter: Marcel Van Langenhove (BEL) |
| 24 november EK 1980 kwalificatie № 314 «onderlinge duels» 17:00 uur (UTC+1) | Antonín Panenka 36' Marián Masný 39' Marián Masný 45' Ladislav Vízek 61' |       |           | Letná-stadion, Praag Toeschouwers: 10.000 Scheidsrechter: Marcel Van Langenhove (BEL) |

FLF · A-internationals · Bondscoaches · Statistieken · Luxemburgs vrouwenelftal · Luxemburg U21 · Luxemburg U19 · Luxemburg U18 · Luxemburg U17 · Luxemburg U16
1911 – 1919 ·
1920 – 1929 ·
1930 – 1939 ·
1940 – 1949 ·
1950 – 1959 ·
1960 – 1969 ·
1970 – 1979 ·
1980 – 1989 ·
1990 – 1999 ·
2000 – 2009 ·
2010 – 2019 ·
2020 − 2029
OS 1920 · 
OS 1924 · 
OS 1928 · 
OS 1936 · 
OS 1948 · 
OS 1952
1911 · 
1912 · 
1913 · 
1914 · 
1915 · 1916 · 1917 · 1918 · 1919 · 
1920 · 
1921 · 1922 · 1923 · 
1924 · 
1925 · 1926 · 
1927 · 
1928 · 
1929 · 1930 · 1931 · 1932 · 1933 · 
1934 · 
1935 · 
1936 · 
1937 · 
1938 · 
1939 · 
1940 · 
1941 · 1942 · 1943 · 1944 · 
1945 · 
1946 · 
1947 · 
1948 · 
1949 · 
1950 · 
1952 · 
1952 · 
1953 · 
1954 · 
1955 · 
1956 · 
1957 · 
1958 · 
1959 · 
1960 · 
1961 · 
1962 · 
1963 · 
1964 · 
1965 · 
1966 · 
1967 · 
1968 · 
1969 · 
1970 · 
1971 · 
1972 · 
1973 · 
1974 · 
1975 · 
1976 · 
1977 · 
1978 · 
1979 · 
1980 · 
1981 · 
1982 · 
1983 · 
1984 · 
1985 · 
1986 · 
1987 · 
1988 · 
1989 · 
1990 · 
1991 · 
1992 · 
1993 · 
1994 · 
1995 · 
1996 · 
1997 · 
1998 · 
1999 · 
2000 · 
2001 · 
2002 · 
2003 · 
2004 · 
2005 · 
2006 · 
2007 · 
2008 · 
2009 · 
2010 · 
2011 · 
2012 · 
2013 · 
2014 · 
2015 ·
2016 ·
2017 ·
2018 ·
2019 ·
2020 ·
2021
Afghanistan ·
Albanië ·
Algerije ·
Armenië ·
Azerbeidzjan ·
België ·
Bosnië en Herzegovina ·
Brazilië ·
Bulgarije ·
Canada ·
Cyprus ·
DDR ·
Denemarken ·
(West-)Duitsland ·
Egypte ·
Engeland ·
Estland ·
Faeröer ·
Finland ·
Frankrijk ·
Gambia ·
Georgië ·
Griekenland ·
Hongarije ·
Ierland ·
IJsland ·
Israël ·
Italië ·
Japan ·
Joegoslavië ·
Kaapverdië ·
Kameroen ·
Kazachstan ·
Letland ·
Liechtenstein ·
Litouwen ·
Madagaskar ·
Malta ·
Marokko ·
Mexico ·
Moldavië ·
Montenegro ·
Myanmar ·
Nederland ·
Nigeria ·
Noord-Ierland ·
Noord-Macedonië ·
Noorwegen ·
Oekraïne ·
Oostenrijk ·
Polen ·
Portugal ·
Qatar ·
Roemenië ·
Rusland ·
San Marino ·
Saoedi-Arabië ·
Schotland ·
Senegal ·
Servië ·
Servië en Montenegro ·
Slovenië ·
Slowakije ·
Sovjet-Unie ·
Spanje ·
Thailand ·
Togo ·
Tsjechië ·
Tsjecho-Slowakije ·
Turkije ·
Uruguay ·
Verenigde Staten ·
Wales ·
Wit-Rusland ·
Zuid-Korea ·
Zweden ·
Zwitserland
CONMEBOL: Colombia · Ecuador

UEFA: Albanië · België · Bulgarije · Cyprus · Denemarken · West-Duitsland · Duitse Democratische Republiek · Engeland · Finland · Frankrijk · Griekenland · Hongarije · IJsland · Ierland · Italië · Joegoslavië · Luxemburg · Malta · Nederland · Noord-Ierland · Noorwegen · Oostenrijk · Polen · Portugal · Roemenië · Schotland ·  Sovjet-Unie ·  Spanje · Tsjecho-Slowakije · Turkije · Wales ·  Zweden · Zwitserland

CAF: Madagaskar AFC: Israël